# طائرات إيرباص للشركات
طائرات رجال الأعمال من إيرباص ( ACJ ) هي وحدة أعمال تابعة لشركة إيرباص ، تُسوّق وتُكمّل أنواعًا مُختلفة من طائرات الشركة. بعد دخول طائرة بوينغ بيزنس جيت ، المُستندة إلى طراز 737 ، السوق، طرحت إيرباص طائرة إيرباص بيزنس جيت المُستندة إلى طراز A319 في عام 1997. على الرغم من أن مُصطلح "طائرات رجال الأعمال من إيرباص" استُخدم في البداية للإشارة إلى طراز A319CJ فقط، إلا أنه يُستخدم الآن لجميع الطُرز المُخصصة لكبار الشخصيات.  اعتبارًا من يونيو 2019، بلغ عدد الطائرات التجارية والخاصة العاملة 213 طائرة؛ وقد طُلبت 222 طائرة، بما في ذلك 128 طائرة من عائلة A320 .
يقع مركز إيرباص للطائرات النفاثة الخاصة في تولوز بفرنسا، وهو متخصص في الطائرات ذات الممر الواحد.